# Mehdī Maḩalleh
Mehdī Maḩalleh (persiska: مهدی محله, Mehdīkhān Maḩalleh) är en ort i Iran.   Den ligger i provinsen Gilan, i den nordvästra delen av landet, 270 km nordväst om huvudstaden Teheran. Mehdī Maḩalleh ligger 89 meter över havet och antalet invånare är 434.
Terrängen runt Mehdī Maḩalleh är varierad.Runt Mehdī Maḩalleh är det ganska tätbefolkat, med 134 invånare per kvadratkilometer. Närmaste större samhälle är Māsāl, 2,7 km nordost om Mehdī Maḩalleh. I omgivningarna runt Mehdī Maḩalleh växer i huvudsak blandskog.